# Antonio Bencivenni
Antonio Bencivenni, originaire de Mercatello sul Metauro (province de Pesaro et Urbino), est un artiste italien et  un ciseleur sur bois, qui fut  actif entre 1476 et 1518/1530.

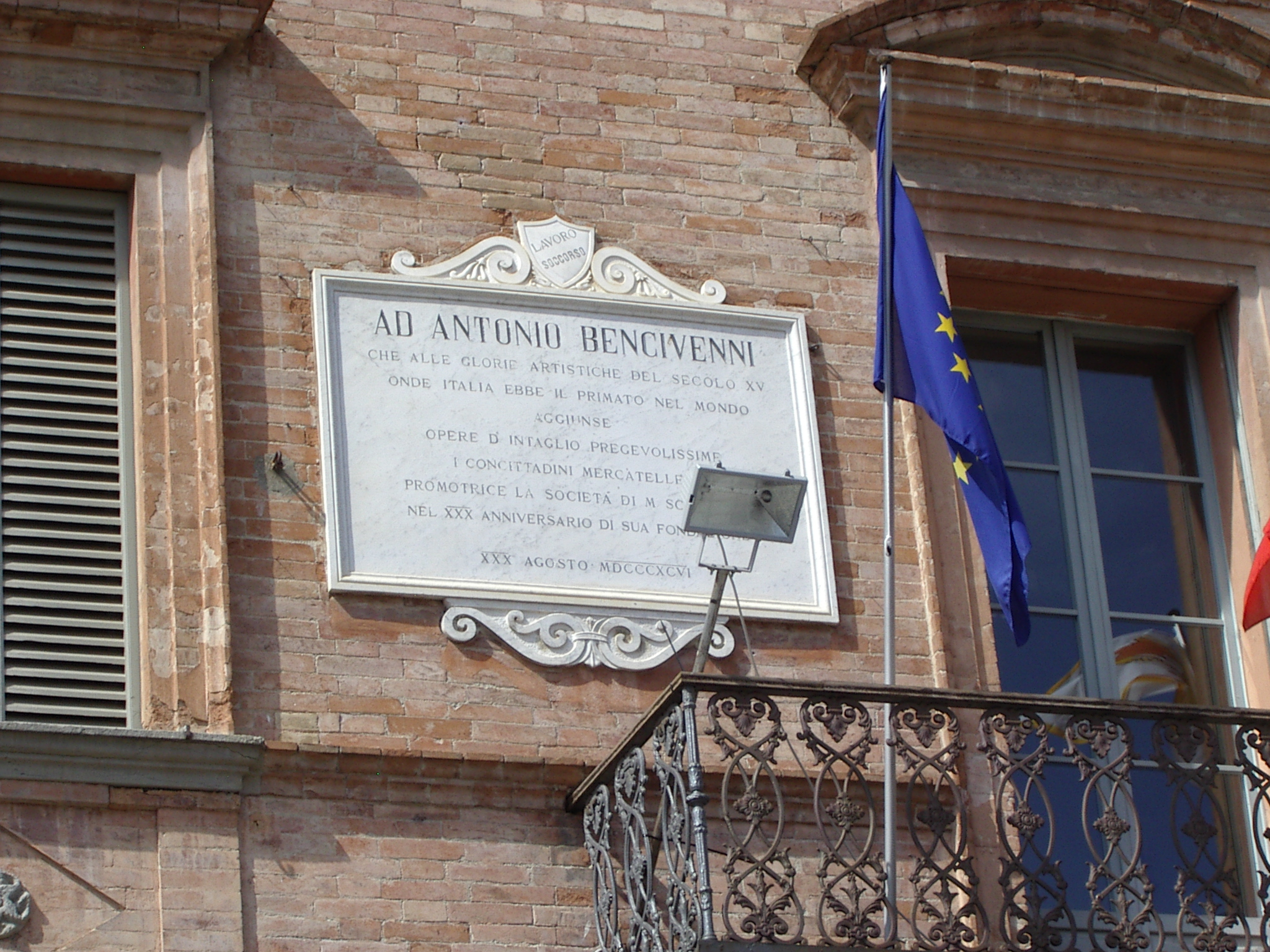
Plaque commémorative à Antonio Bencivenni à Mercatello sul Metauro

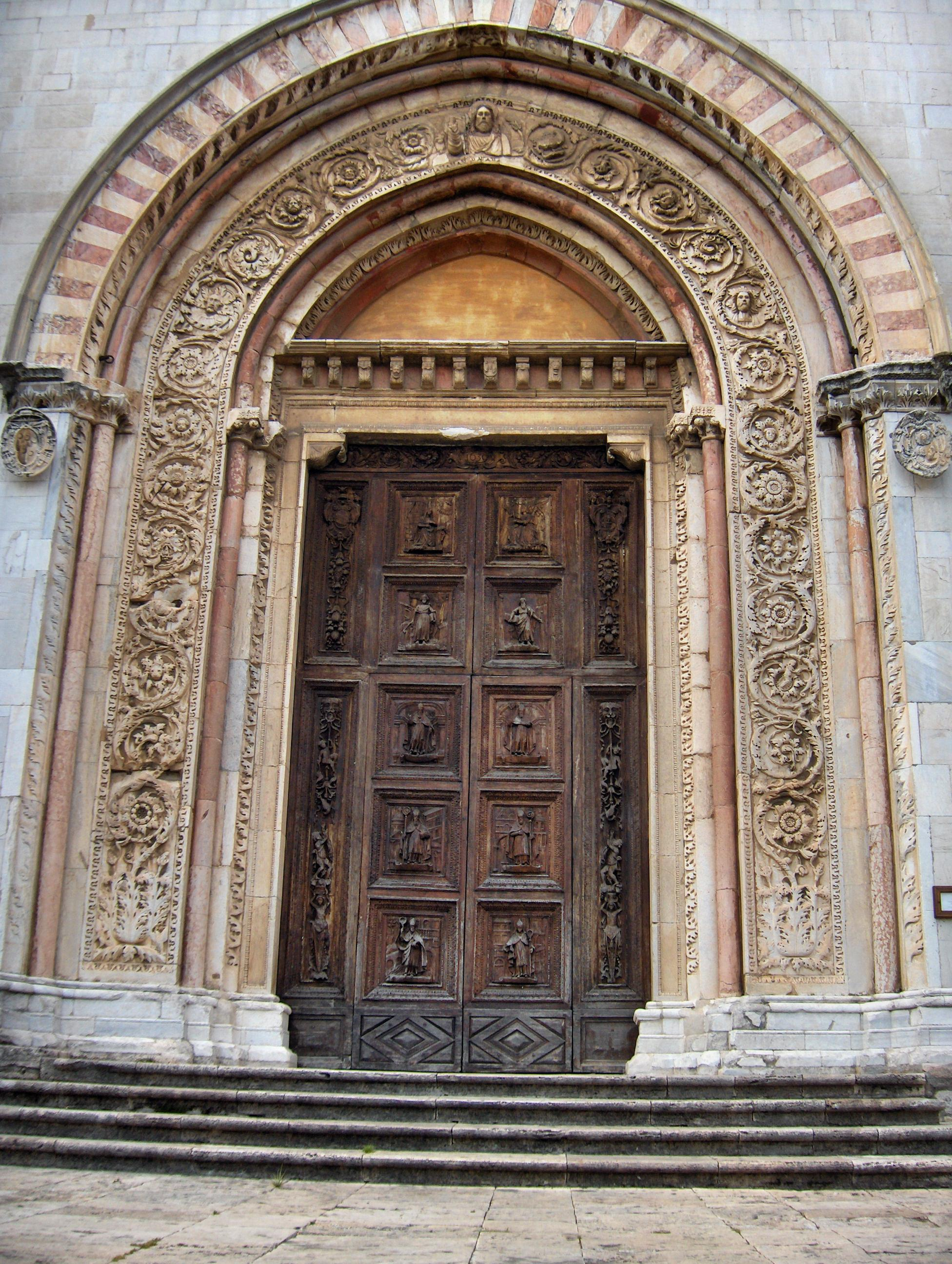
Portail de la cathédrale de Todi, dont les quatre panneaux de noyer supérieur de la porte en bois sont d'Antonio Bencivenni de Mercatello (1521)

## Biographie
Son fils Sebastiano a été son assistant.

## Œuvres
- Portail en bois (1514) et banc de magistrat, église San Francesco, Montone.
- Portail en bois (1521), 4 panneaux supérieurs (Annonciation, Archange Gabriel, Saints Pierre et Paul), Concattedrale della Santissima Annunziata, Todi.
- Marqueteries (1501), Collegio del Cambio, Pérouse.
- Statues en bois des saints Pierre et Paul (fin du Quattrocento), musée San Francesco, Mercatello sul Metauro.

## Sources
- Touring Club Italiano Umbria: Perugia, Terni, Orvieto, il Trasimeno e i Sibillini i luoghi di Francesco, Guide d'Italia, p. 80, 2004.